# Hamlet (film 1996)
Hamlet (ang. William Shakespeare’s Hamlet) – adaptacja filmowa sztuki Williama Shakespeare’a pod tym samym tytułem, wyreżyserowana w 1996 roku przez Kennetha Branagha, który wystąpił również w roli tytułowej. Derek Jacobi i Julie Christie wystąpili w rolach króla Klaudiusza i królowej Gertrudy, Kate Winslet w roli Ofelii, Richard Briers w roli Poloniusza, a Nicholas Farrell w roli Horacja.
Trwający prawie cztery godziny film jest pierwszą pełną ekranizacją sztuki Szekspira, zawiera nawet jedną dodatkową kwestię ('Attack!' – „Do ataku!”) nie pojawiającą się w żadnej z wersji tekstu sztuki.
Branagh osadził akcję filmu w epoce wiktoriańskiej. Blenheim Palace zbudowany na początku XVIII wieku pełni w filmie rolę zamku w Elzynorze.
Film jest bardzo widowiskowy, większość z licznych monologów przedstawiana jest z wykorzystaniem niemych scen o charakterze retrospekcji lub sekwencji snów obrazujących wydarzenia, o których mowa w monologu. Na przykład dla ilustracji monologu, w którym Hamlet wspomina błazna Yoricka, użyto w filmie sceny retrospektywnej z Yorickiem zabawiającym Hamleta. Film jest również ostatnim, jaki nakręcono całkowicie przy użyciu taśmy 70 mm (dane na styczeń 2006).
Retrospekcje i sceny snów pozwoliły na pojawienie się w filmie postaci tylko wspominanych w sztuce, np. John Gielgud i Judi Dench odgrywają Priama i Hekubę wspominanych tylko w monologu jednego z aktorów po przybyciu do Elzynoru, a Ken Dodd pojawia się w roli Yoricka również tylko wspominanego w sztuce. Inni aktorzy gościnnie występujący w filmie to: Charlton Heston jako pierwszy aktor, Robin Williams jako dworzanin Ozryk, Richard Attenborough jako angielski ambasador, Brian Blessed jako duch ojca Hamleta, Jack Lemmon jako Marcellus strażnik pałacowy i Billy Crystal jako grabarz.

## Obsada
- Kenneth Branagh - Hamlet
- Kate Winslet - Ofelia
- David Blair - Towarzysz Klaudiusza
- Brian Blessed - Duch
- Richard Attenborough - Angielski ambasador
- Richard Briers - Poloniusz
- Michael Bryant - Ksiądz
- Peter Bygott - Towarzysz Klaudiusza
- Jack Lemmon - Marcellus
- Nicholas Farrell - Horacy
- Julie Christie - Gertruda
- Billy Crystal - Grabarz
- Charles Daish - Kierownik teatru
- Judi Dench - Hekuba
- Gérard Depardieu - Reynaldo

## Nagrody i nominacje
Amerykańska Akademia Sztuki i Wiedzy Filmowej – Oscar
- nominacja: Najlepszy scenariusz adaptowany - Kenneth Branagh
- nominacja: Najlepsza muzyka oryginalna do dramatu - Patrick Doyle
- nominacja: Najlepsza scenografia - Tim Harvey
- nominacja: Najlepsze kostiumy - Alexandra Byrne

Brytyjska Akademia Sztuk Filmowych i Telewizyjnych – BAFTA
- nominacja: Najlepsza scenografia - Tim Harvey
- nominacja: Najlepsze kostiumy - Alexandra Byrne

Międzynarodowa Akademia Prasy – Złota Satelita
- nominacja: Najlepsza aktorka drugoplanowa w dramacie - Kate Winslet
- nominacja: Najlepsza muzyka - Patrick Doyle
- nominacja: Najlepsza scenografia - Tim Harvey
- nominacja: Najlepsze kostiumy - Alexandra Byrne
- nominacja: Najlepsze zdjęcia - Alex Thomson

Amerykańska Gildia Scenografów
- nominacja: Najlepsza scenografia w filmie - Tim Harvey

Międzynarodowy Festiwal Sztuki Autorów Zdjęć Filmowych Plus Camerimage - Złota Żaba
- nominacja: Udział w konkursie głównym - Alex Thomson